# پیرگا
پیرگا (به لاتین: Pyrga) یک منطقهٔ مسکونی در قبرس شمالی است که در ناحیه غازی ماغوسا واقع شده‌است.